# Bekasina malá
Bekasina malá (Coenocorypha aucklandica) je druh malého slukovitého ptáka obývajícího několik chladných subantarktických ostrovů Nového Zélandu.

## Systematika
První popis druhu pořídil anglický přírodovědec George Robert Gray v roce 1845 na základě exempláře odchyceného během Rossovy expedice v roce 1840 na Enderbyho ostrově. K roku 2022 se bekasina malá dělila do 3 poddruhů s následujícím rozšířením:
- C. a. meinertzhagenae Rothschild, 1927 – rozšířen na ostrovech Protinožců
- C. a. aucklandica (Gray, GR, 1845) – Aucklandovy ostrovy (kromě Aucklandova ostrova)
- C. a. perseverance Miskelly & Baker, AJ, 2010 – Campbellovy ostrovy

Coenocorypha huegeli, vyhynulá Coenocorypha iredalei z Jižního ostrova a Coenocorypha barrierensis ze Severního ostrova byly dlouhou dobu považovány za poddruhy bekasiny malé, nicméně na základě morfometrických a genetických dat byly vyděleny do samostatných druhů. Poddruh bekasiny z Campbellova ostrova (C. a. perseverance) byl objeven teprve v roce 1997 na 20hektarovém ostrově Jacquemart.

## Popis

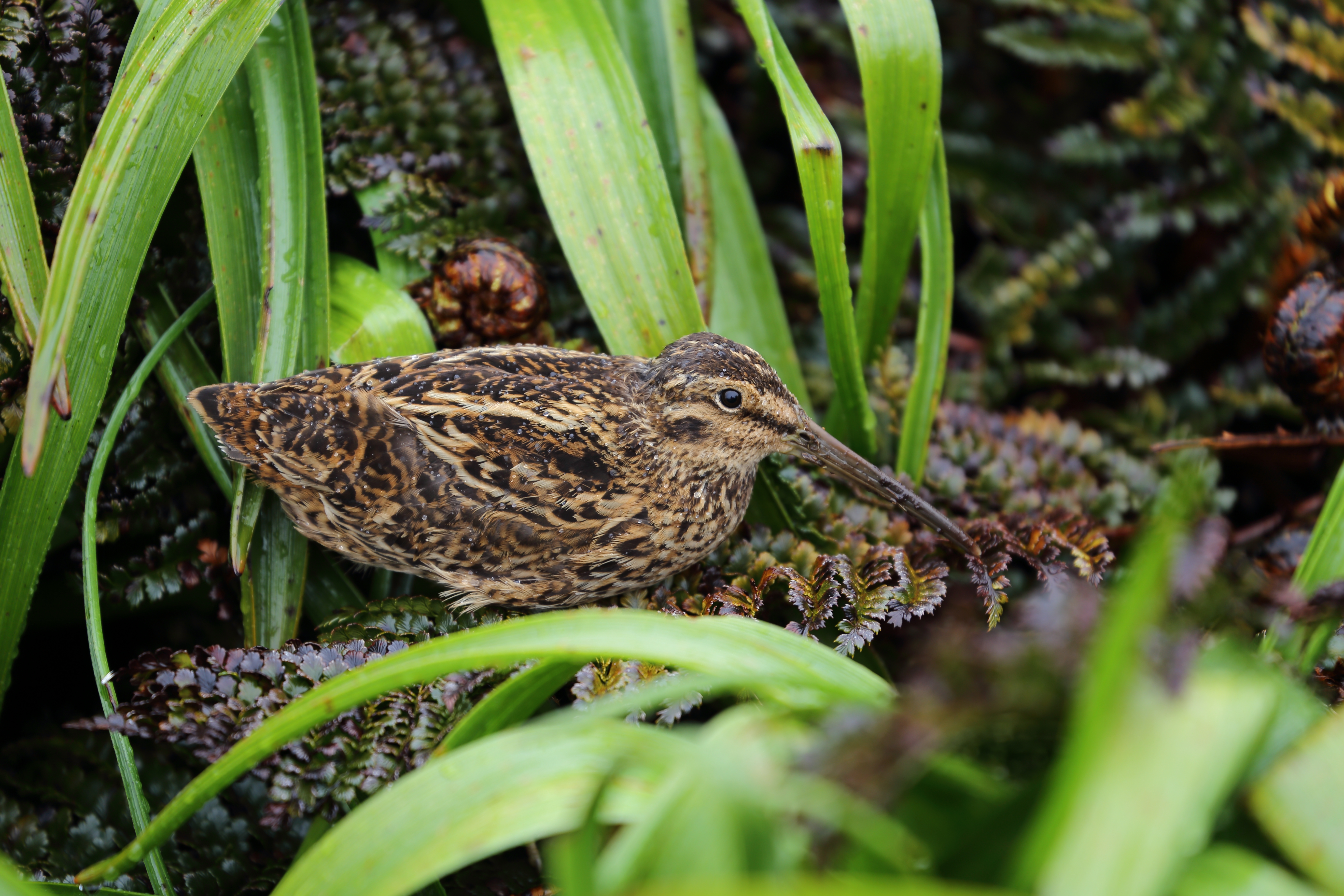
Bekasina malá subsp. perseverance

Jedná se o malého nenápadného ptáka kryptických barev. Opeření hraje černými, hnědými, červenohnědými a bílými barvami, které jsou namixováni do bohatých vzorů. Na hlavě má výrazné podélné pruhování – pruhy vedou přes oči a jeden pruh se nachází i uprostřed čela a pokračuje přes hlavu až k šíji. Spodina bývá světlejších odstínů s méně výraznými vzory. Poddruhy se velmi mírně liší ve velikosti a vzoru na opeření. Nohy jsou krátké a hnědé, u subs. meinertzhagenae žlutavé. Zobák je asi 5 cm dlouhý, nepatrně zahnutý směrem dolů. Délka těla dospělých jedinců je kolem 23 cm, váha se pohybuje kolem 110 g. Samice jsou o něco větší než samci.

## Rozšíření a stanoviště
Druh je rozšířen po ostrovech Protinožců a na Aucklandových a Campbellových ostrovech. V rámci Aucklandových ostrovů se vyskytuje na ostrovech Adams, Disappointment, Enderby, Ewing, Rose a Ocean; nevyskytuje se na Aucklandově ostrově, což je největší ostrov Aucklandových ostrovů, jelikož se tam vyskytují zdivočelá prasata a kočky, které bekasina malá špatně snáší. Obývá části ostrovů s dostatkem vegetace, kde se dá dobře ukrýt. K typickému vegetačními pokryvu ostrovů patří kleče, kapradí, a různé trávy a byliny. Celková populace druhu se k roku 2016 počítala v desítkách tisíc jedinců.

## Biologie

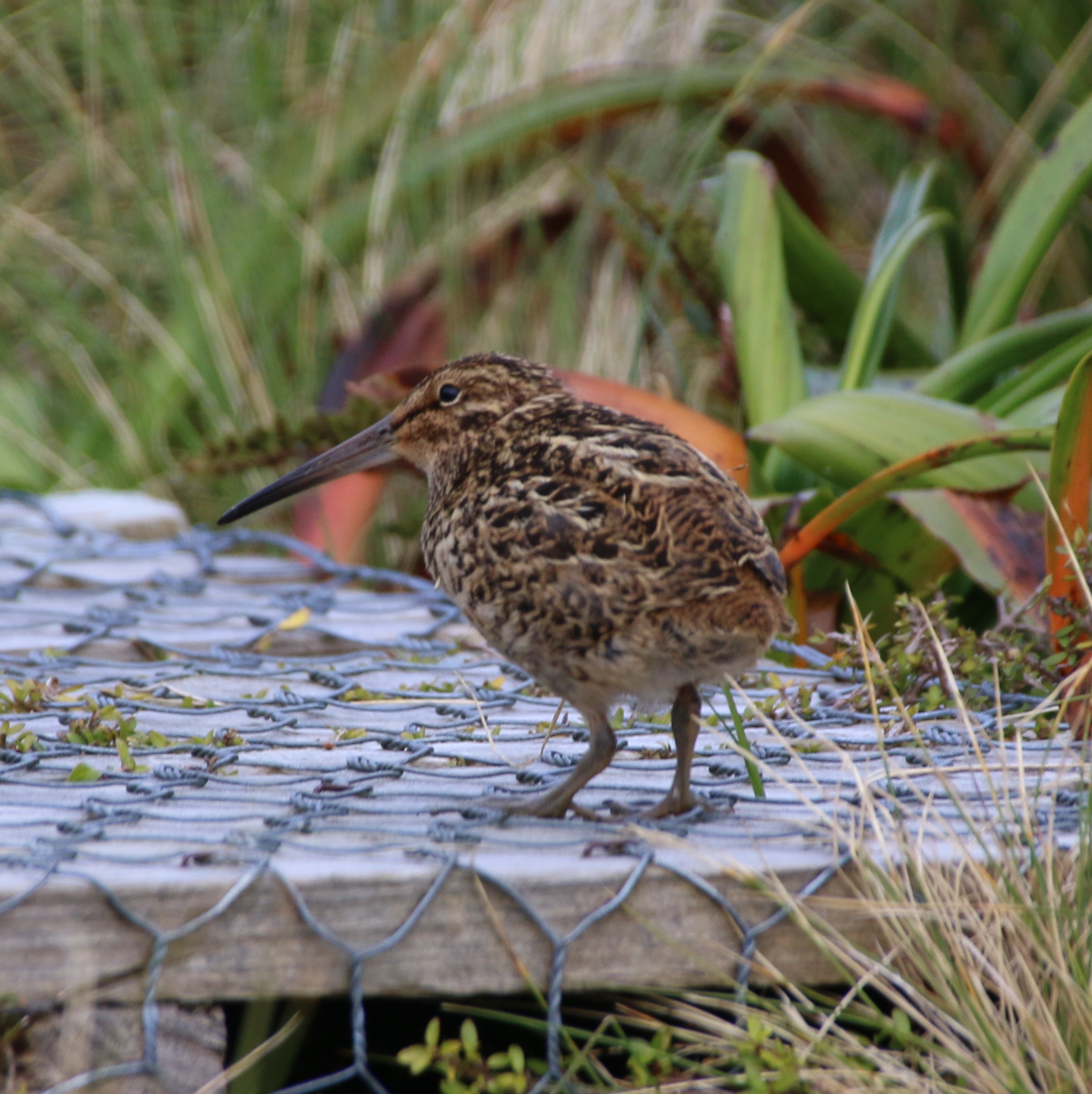
Bekasina malá subsp. perseverance

Živí se bezobratlými živočichy jako jsou pavouci, různonožci, hmyz a larvy. Potravu získávají hlavně z mokré půdy (např. u báze trsů trav nebo v hustém křoví, kde se drží vlhkost), do které se bekasinám dobře zapichuje jejich zobák, kterým potravu sbírají. Samec se zvukově projevuje nízko položeným třek třek třek a kjuéjó, kjuéjó. Umí vydávat i mechanický zvuk pomocí rozvibrování svých ocasních per. Tento chřastící zvuk lze slyšet hlavně v noci, když dochází k pózovacím aktivitám bekasin. Dovede létat, avšak jejich létající schopnosti jsou jen slabé, což je činí náchylné k predaci savců.
Hnízdi si staví přímo na zemi v husté vegetaci. Ke kladení vajec dochází v závislosti na poddruhu od srpna do ledna. Samice kladou 2 velká vejce, z nichž každé představuje kolem 19–22 % váhy samice. Rozměry vejce jsou 43×31 mm, váha 23 g. Na ostrově Protinožců dochází ke dvěma snůškám během jediného hnízdního období. Inkubují samec i samice. Mláďata opouští hnízdo krátce po narození (v ten samý den), avšak nadále zůstávají v blízkosti rodiče do doby prvního letu, který nastává kolem věku 9 týdnů. Každý rodič se stará pouze o jedno mládě.

## Ohrožení
Hlavní ohrožení bekasin představují introdukovaní savčí predátoři, na které jsou malé, na zemi hnízdící bekasiny velmi citlivé. Z Campbellova ostrova byly bekasiny úplně vyhlazeny potkany, avšak po eradikaci těchto hlodavců v roce 2001 došlo k přirozené rekolonizaci Campbellova ostrova bekasinami. Podobně i zdivočelé kočky a zdivočelá prasata vyhladily populaci bekasin z Aucklandova ostrova. Jelikož bekasiny obývají geograficky malé území a nadále čelí hrozbě nové invaze hlodavců či jiných savců, Mezinárodní svaz ochrany přírody hodnotí druh jako téměř ohrožený.